# Voit Ervin
Voit Ervin (Csorvás, 1882. február 27. – Budapest, 1932. szeptember 18.) magyar pedagógus, festőművész. Bartók Béla unokatestvére.

## Életpályája
Szülei: Voit Lajos és Krocsák Emma voltak. A Magyar Képzőművészeti Főiskola befejezése után (1900–1905) Rippl-Rónai József stílusában, majd derűs élet- és tájképeket festett. 1906–1932 között a Székesfővárosi Iparrajziskola kosztüm- és jelmeztervezés tanára volt.
A Kertészeti Tanintézet óraadó festészeti tanáraként termesztett gyümölcsfajtáinkról festménysorozatot készített. A Növényvédelem című folyóirat mellékleteként kiadott kertészeti, rovartani és növénykórtani színes képsorozat is az ő munkája. 
Sírja a Farkasréti temetőben található (618("CC")-109).